# Johann Eugen von Hundt und Alten Grottkau
Johann Eugen Freiherr von Hundt und Alten Grottkau (geb. 21. Dezember 1762 in Kosperndorf; gest. 9. August 1803) war ein preußischer Landrat.

## Herkunft und Leben

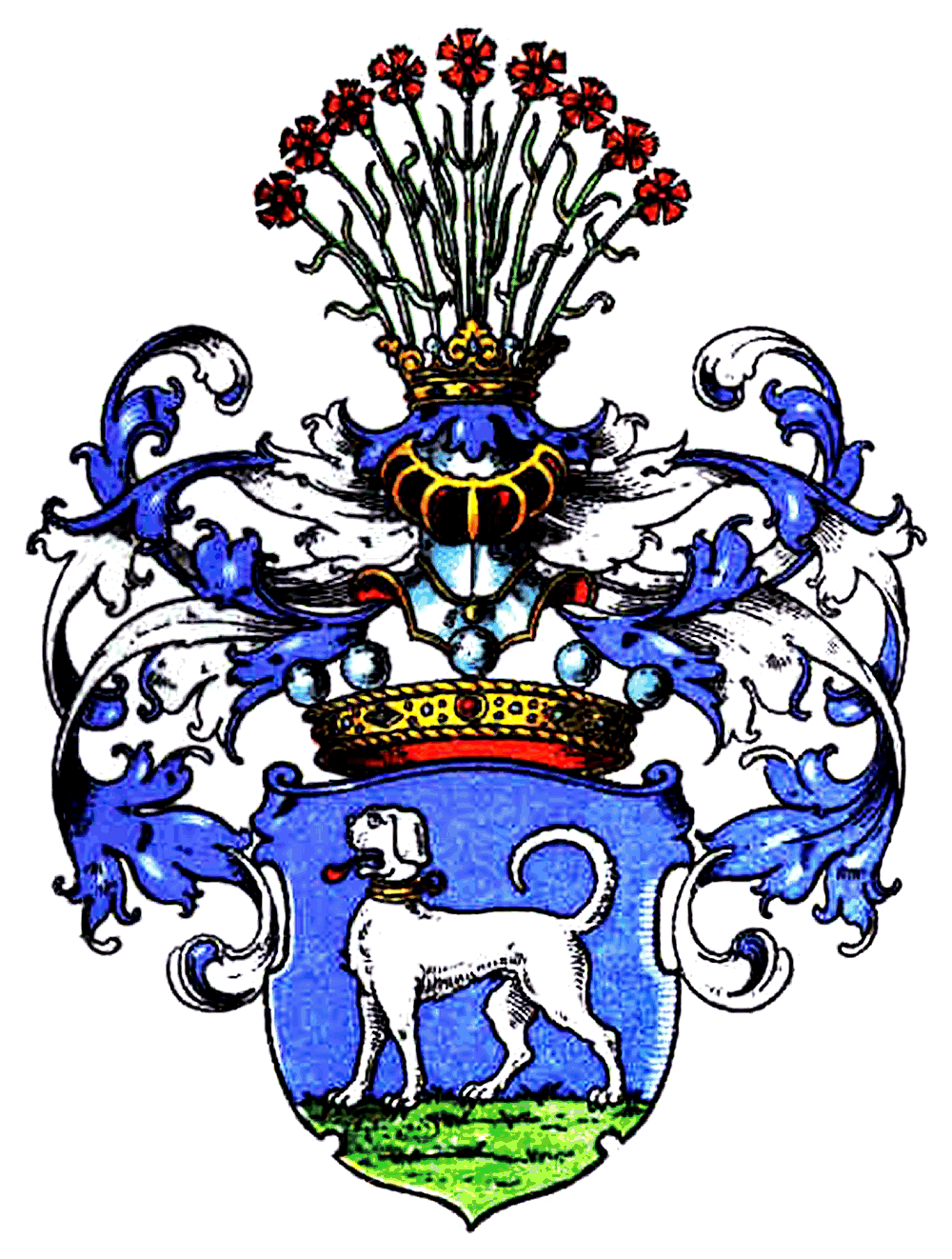
Wappen der Freiherren von Hundt und Alten-Grottkau

Johann Eugen Freiherr von Hundt und Alten Grottkau war Angehöriger des schlesischen und oberlausitzschen Adelsgeschlechts Hundt und Alten-Grottkau. Sein Vater Carl Siegfried Freiherr von Hundt und Alten Grottkau hatte 1759 das Gut Kosperndorf übernommen und saß seit 1764 auf Schützendorf. Johann Eugen wurde 1791 Mitglied einer Loge. 1796 wurde er zum Nachfolger von Johann August Wilhelm von Koppy als Landrat des Kreises Grottkau ernannt. Das Amt als Landrat übte er bis zum Jahr 1803 aus, Nachfolger wurde Johann Ernst Joseph Henn von Henneberg.

## Persönliches
Johann Eugen Freiherr von Hundt und Alten Grottkau war Besitzer der Güter Schützendorf und Seiffersdorf. Er war mit Friederike († 15. Dec. 1837), geb. von Machni, verheiratet. Ihre Tochter Charlotte Luise Philippine (* 3. November 1788) war Besitzerin des Gutes Kosel im Kreis Neisse.